# 东西通勤列车
东西通勤列车（：／ Dongseo tonggeun yeolcha */?）或称都市通勤列车（：／ Doshi tonggeun yeolcha */?），是韩国铁道的一个已经停止运行的列车种别，因行走于京釜线和东海南部线的釜山区段得名。

## 历史
- 1974年7月1日，统一号开通釜山-浦项的通勤列车服务。
- 1989年8月16日，增设周礼站、南門口站、安樂站、栽松站4个临时车站。
- 1996年4月1日，增设佑一站作为临时车站，同时启用9501系柴油动车组。当日，该列车被称为都市通勤列车[1]。
- 2002年12月2日，因釜山都市铁道2号线开通，列车运行区间减少。
- 2004年2月1日，改为在釜田站发车。
- 2006年11月1日，车种废止。

## 曾用车型
- 统一号 (1984年)
- 無窮花號
- 韩国铁道9501系柴油动车组

## 运用区间
- 1974年7月1日-1996年3月31日：釜山-浦项，以统一号的名义行驶。
- 1996年3月31日-2002年12月1日：龟浦-海云台，增设机张站，每日4班。釜山-海云台，增设月内站，每日8班。
- 2002年12月2日-2004年1月31日：釜山-月内，每日5班。
- 2004年2月1日-2006年10月31日：釜田-月内，每日5班。

## 列车停运
2006年10月31日，最后一班由月内站于19:15始发的2145次列车在20:09到达釜田站后，东西通勤列车停运。